# 冠県
冠県（かん-けん）は中華人民共和国山東省聊城市の管轄下にある県。山東省西部に位置し、鴨梨の産地。

## 行政区画
- 街道：清泉街道、崇文街道、煙荘街道
- 鎮：賈鎮、桑阿鎮、柳林鎮、清水鎮、東古城鎮、北館陶鎮、店子鎮、定遠寨鎮、辛集鎮、梁堂鎮、范寨鎮
- 郷：斜店郷、甘官屯郷、蘭沃郷、万善郷

## 出身人物
- 武訓